# 白帶丹氏鮋
白帶丹氏鮋（学名：Dampierosa daruma）為輻鰭魚綱鮋形目鮋亞目毒鮋科的其中一種，為熱帶海水魚，分布於東印度洋澳洲海域，為特有種，棲息在岩礁區，生活習性不明。